# Сен-Марсел (Ер)
Сен-Марсел (фр. Saint-Marcel) је општина у департману Ер у северној Француској.

## Демографија
| 1962. | 1968. | 1975. | 1982. | 1990. | 1999. | 2008. | 2013. |
| ----- | ----- | ----- | ----- | ----- | ----- | ----- | ----- |
| 1.701 | 3.470 | 4.198 | 4.434 | 4.398 | 4.982 | 4.967 | 4.657 |